# 希尔德·格尔格
希尔德·格尔格（德語：Hilde Gerg，1975年10月19日—），德国女子高山滑雪运动员。她曾代表德国参加1994年、1998年和2002年冬季奥林匹克运动会高山滑雪比赛，获得一枚金牌和一枚铜牌。